# Quai de la Corse
Quai de la Corse är en gata på Île de la Cité i Quartier Notre-Dame i Paris 4:e arrondissement. Gatan är uppkallad efter det tidigare departementet Corse, vilket år 1976 delades i departementen Haute-Corse och Corse-du-Sud. Quai de la Corse börjar vid Rue d'Arcole och Pont d'Arcole och slutar vid Boulevard du Palais och Pont au Change. Gatan namngavs i mars 1929.

## Bilder
| - Gatuskylt. - Quai de la Corse. Fotografi från cirka år 1865. - Notre-Dame. - Marché aux fleurs Reine-Elizabeth-II. |

## Omgivningar
- Notre-Dame
- Sainte-Chapelle
- Chapelle Saint-Aignan
- Marché aux fleurs Reine-Elizabeth-II
- Pont Notre-Dame
- Rue Aubé

## Kommunikationer
- Tunnelbana – linje  – Cité
- Busshållplats Pont d'Arcole – Paris bussnät, linje 75
- Busshållplats Quai aux Fleurs – Pont Saint-Louis – Paris bussnät, linje 75

### Webbkällor
- ”Quai de la Corse”. Mairie de Paris. https://web.archive.org/web/20190905050537/http://www.v2asp.paris.fr/commun/v2asp/v2/nomenclature_voies/Voieactu/2342.nom.htm. Läst 26 mars 2022.
- ”Quai de la Corse (4ème arrondissement)”. Les rues de Paris. https://web.archive.org/web/20171210054158/http://www.parisrues.com/rues04/paris-04-quai-de-la-corse.html. Läst 26 mars 2022.